# Mladen Hren
Mladen Hren (Zagreb, 5. kolovoza 1998.) je hrvatski filmski i kazališni glumac.

## Filmografija

### Filmske uloge
- "Kako je Lik dosegnuo nevjerojatne sposobnosti", Neven Dužanec, uloga: student (2018.)
- "Ustav Republike Hrvatske", Rajko Grlić, uloga: Ivan Stazić (2016.)[1]
- "Srami se!", Darija Blažević, uloga: Mladen (2013.)

### Televizijske uloge
- "Club der singenden Metzgen" - "Klub mesara koji pjeva", TV mini-serija, (Njemačka), uloga: Johannes (2019.)
- "McDonald's", TV / Internet reklama (2019.)[2]
- "Sigurno u prometu", HRT, uloga: poslovnjak (2018.)
- "Prava žena", RTL Televizija, uloga: hokejaš (2016.)

### Kazališne uloge
- "Žena s jezera", Max Emanuel Cenčić, uloga: Cyrano, Opera, Hrvatsko narodno kazalište u Zagrebu (2019.)[3]
- "Trešnjalot", Aleksandra Demše i Lovro Buva, uloga: Kralj Artur, Kazalište Točka na i (2018.)
- "Anđeli imaju krila, zar ne?", Ladislav Vindakijević, uloga: anđeo, mafijaš, siroče, Gradsko kazalište Trešnja (2014.)
- "Cvrčak i mrav", Nina Kleflin po Ezopovoj basni, uloga: Mrav Noa, Gradsko kazalište Trešnja (2013.)

## Vanjske poveznice
- Mladen Hren u internetskoj bazi filmova IMDb-u (engl.)
- Mladen Hren